# Protonemura oreas
Protonemura oreas är en bäcksländeart som beskrevs av Martynov 1928. Protonemura oreas ingår i släktet Protonemura och familjen kryssbäcksländor. Inga underarter finns listade i Catalogue of Life.